# Holding onto Heaven
"Holding onto Heaven" é uma canção gravada pela cantora inglesa Foxes para seu álbum de estreia Glorious (2014). O seu lançamento como terceiro single do álbum ocorreu digitalmente em 23 de fevereiro de 2014 no Reino Unido.

## Faixas e formatos
| Download digital |                       |         |  |
| N.º              | Título                | Duração |  |
| 1.               | "Holding onto Heaven" | 3:31    |  |

| Extended play de remixes |                                                        |         |  |
| N.º                      | Título                                                 | Duração |  |
| 1.                       | "Holding onto Heaven" (Radio Edit)                     | 3:19    |  |
| 2.                       | "Holding onto Heaven" (Chainsmokers Remix)             | 4:08    |  |
| 3.                       | "Holding onto Heaven" (Wideboys Remix)                 | 6:53    |  |
| 4.                       | "Holding onto Heaven" (Kove Remix)                     | 4:15    |  |
| 5.                       | "Let Go for Tonight" (BBC Radio 1 Live Lounge Version) | 3:32    |  |

## Desempenho comercial

### Posições nas tabelas musicais
| Tabela musical (2014)                           | Melhor posição |
| ----------------------------------------------- | -------------- |
| Escócia (Scottish Singles Chart)                | 9              |
| Estados Unidos (Billboard Hot Dance Club Songs) | 10             |
| Hungria (Rádiós Top 40)                         | 26             |
| Irlanda (IRMA)                                  | 46             |
| Reino Unido (UK Singles Chart)                  | 14             |